# Ottopartikelfilter
Ein Ottopartikelfilter, kurz OPF, auch GPF (von engl. gasoline particulate filter), ist eine Einrichtung zur Reduzierung der im Abgas von Ottomotoren vorhandenen Partikel.

## Aufbau und Funktionsweise
Ein Ottopartikelfilter unterscheidet sich in erster Linie kaum von einem Dieselpartikelfilter. Es handelt sich um einen geschlossenen Partikelfilter, in dem eine hochporöse hitzebeständige Cordierit-Keramik eingesetzt wird. Die im Abgas enthaltenen Rußpartikel bleiben auf der rauen Keramikoberfläche haften.
Ottopartikelfilter brauchen im Gegensatz zu Dieselpartikelfiltern normalerweise keine aktive Regeneration im Betrieb, da die Temperaturen im Filter durch das heißere Abgas so hoch sind, dass beim Verzögern des Fahrzeuges mit ausgeschalteter Einspritzung der Ruß mit der dann vorhandenen Luft im Abgassystem verbrennen kann.

## Vorschriften
Für Fahrzeuge mit Benzindirekteinspritzung sind sowohl für die Partikelmasse (PM) als auch für die Partikelanzahl (PN) Grenzwerte vorgegeben.
In der Abgasnorm Euro 6c sind dies 4,5 mg/km und 6·1011 1/km.
Fahrzeuge mit Saugrohreinspritzung unterliegen der Vorschrift nicht, obwohl es auch hier Fahrzeuge gibt, die die oben genannten Grenzwerte nicht einhalten.

## Anwendung
Um diese Werte einzuhalten, speziell seit der Umstellung 2017 auf den neuen Testzyklus WLTP mit größeren Beschleunigungen und der Berücksichtigung der Emissionen im praktischen Fahrbetrieb (RDE), werden zunehmend Ottopartikelfilter eingesetzt.
Die Partikelanzahl (PN) ist dabei der kritischere Wert.